# The Legacy (álbum)
The Legacy é o álbum de estreia da banda de thrash metal Testament, lançado em 1987.
Antes de sua gravação em 1986, o Testament era conhecido como Legacy. A formação consistia no cantor Steve "Zetro" Souza, nos guitarristas Alex Skolnick e Eric Peterson, no baixista Greg Christian e no baterista Louie Clemente. O cantor Chuck Billy era membro de uma outra banda local chamada Guilt. Ele tinha tocado com o  Legacy em algumas ocasiões e foi perguntado se queria juntar-se à banda após a saída de Souza para entrar no Exodus. Em  1986, a banda mudou seu nome para Testament ao encontrar uma banda de jazz que também usava o nome Legacy. O nome Testament foi sugerido por Billy Milano (do S.O.D. e M.O.D.), que era amigo do grupo no início.
Esse foi o único álbum do Testament a contar com composições de Souza (até 2008), que foi co-creditado por escrever todas as canções com exceção de  "C.O.T.L.O.D." e  "Do or Die", co-escritas por Derrick Ramirez (cantor original do Legacy) e Chuck Billy, respectivamente. A faixa de encerramento, "Apocalyptic City", foi composta por  Skolnick e Peterson.
A primeira canção, chamada  "Over the Wall", é a canção mais tocada na história do Testament, tendo sua estreia em 18 de abril de 1986 no Ruthie's Inn em Berkeley, Califórnia, quando o Testament era conhecido como Legacy.
The Legacy é considerado um dos melhores discos de thrash metal da história, e aparece nas listas: "The 25 Best Thrash Metal Albums of All Time" do site Metal Descent;  "10 Greatest Thrash Metal Debut Albums Of All Time" do canal de TV VH1; e "10 Best Thrash Albums NOT Released by the Big 4" do site Loudwire.

## Faixas
| N.º            | Título                                         | Letras                    | Música                        | Duração |  |
| 1.             | "Over the Wall"                                | Souza                     | Peterson, Skolnick, Christian | 4:07    |  |
| 2.             | "The Haunting"                                 | Souza, Peterson           | Skolnick, Peterson            | 4:17    |  |
| 3.             | "Burnt Offerings"                              | Souza, Peterson           | Skolnick, Peterson            | 5:07    |  |
| 4.             | "Raging Waters"                                | Souza, Peterson           | Peterson                      | 4:32    |  |
| 5.             | "C.O.T.L.O.D." (Curse of the Legions of Death) | Ramirez, Peterson         | Ramirez, Peterson             | 2:32    |  |
| 6.             | "First Strike Is Deadly"                       | Souza, Christian          | Peterson, Skolnick            | 3:43    |  |
| 7.             | "Do or Die"                                    | Skolnick, Peterson, Billy | Skolnick, Peterson, Clemente  | 4:39    |  |
| 8.             | "Alone in the Dark"                            | Souza                     | Skolnick, Peterson            | 4:05    |  |
| 9.             | "Apocalyptic City"                             | Skolnick, Peterson        | Skolnick, Peterson            | 5:51    |  |
| Duração total: | Duração total:                                 | Duração total:            | Duração total:                | 38:45   |  |

## Integrantes
- Chuck Billy: Vocais
- Alex Skolnick: Guitarra
- Eric Peterson: Guitarra
- Greg Christian: Baixo
- Louie Clemente: Bateria